# Fred Benfield
Frederick Angus "Fred" Benfield, później Frederick Kirkham (ur. 5 kwietnia 1937 w Leichhardt, zm. 25 października 2007 w Mosman) – australijski wioślarz, brązowy medalista olimpijski.
Wystąpił na igrzyskach olimpijskich w Melbourne w 1956, gdzie Australijczycy w składzie: Michael Aikman, David Boykett, Fred Benfield, Jim Howden, Garth Manton, Walter Howell, Adrian Monger, Brian Doyle i Harold Hewitt (sternik) zdobyli brązowy medal w ósemkach. W wyścigu finałowym o 4 sekundy przegrali z osadą USA i o 2,1 sekundy z osadą Kanady. Był to jego jedyny start olimpijski.
Kształcił się w Newington College. Przez 20 lat był funkcjonariuszem Policji Nowej Południowej Walii. Na początku lat 70' ukończył prawo i został barristerem. W 1988 został sędzią Sądu Nowej Południowej Walii.